# Siphona pellex
Siphona pellex är en tvåvingeart som först beskrevs av Louis-Paul Mesnil 1953. Siphona pellex ingår i släktet Siphona och familjen parasitflugor.
Artens utbredningsområde är Myanmar. Inga underarter finns listade i Catalogue of Life.